# Centuri
Centuri es una comuna y población de Francia, en la región de Córcega, departamento de Alta Córcega.
Su población en el censo de 1999 era de 229 habitantes.
Está integrado en la Communauté de communes du Cap Corse.